# Orthoperus nigrescens
Orthoperus nigrescens is een keversoort uit de familie molmkogeltjes (Corylophidae). De wetenschappelijke naam van de soort werd in 1829 gepubliceerd door James Francis Stephens.